# Disney Wonder (schip, 1999)
De Disney Wonder is het tweede cruiseschip van de Disney Cruise Line. Het werd te water gelaten op 15 augustus 1999. De eerste reis was vanaf scheepswerf Fincantieri in Italië naar thuishaven Port Canaveral in Florida.
De Disney Wonder verzorgt drie- en vierdaagse cruises, met portdagen op donderdag en zondag. Het schip stopt in Nassau op de Bahama's en op Disneys privé-eiland Castaway Cay, met voor de vierdaagse cruise een extra dag op zee.
De Disney Wonder en Disney Magic zijn de eerste twee schepen in de cruise-industrie, die speciaal zijn ontworpen als familiecruiseliner.

## Restaurants
De Disney Wonder heeft meer dan 6 restaurants aan boord. Alle restaurants zijn verschillend van thema, keuken, en kwaliteit.
Elke familie heeft een dinerrotatie, waardoor elke avond in een ander restaurant gegeten kan worden. Doordat het bedienend personeel meeroteert van restaurant naar restaurant, heeft een familie de hele cruise dezelfde bemanningsleden die hen bedienen.
| Restaurant        | Beschrijving | Plaats        |
| ----------------- | --- | ------------- |
| Triton's          | Rotatierestaurant met tafelservice, met als thema het verhaal van de kleine zeemeermin open voor ontbijt, lunch en diner. | dek 3 midden  |
| Animators Palate  | Rotatierestaurant met special effects. Thema van het restaurant is het tekenen en ontwerpen van cartoonfiguren            | dek 4 achter  |
| Palos             | Het enige restaurant aan boord waar kinderen niet welkom zijn. Een romantisch Italiaans restaurant met uitzicht op zee    | dek 10 achter |
| Beach Blanket     | Informeel restaurant met buffet                                                                                           | dek 9 achter  |
| Pluto's Dog House | Fastfoodrestaurant, gevestigd naast het familiezwembad The Mickey Pool                                                    | dek 9 achter  |
| Parrote Kay       | Rotatierestaurant met buffet en tafelservice                                                                              | dek 3 achter  |

## Activiteiten
Om iets te doen:
| Naam                          | Beschrijving | Plaats        |
| ----------------------------- | --- | ------------- |
| Disney Dreams                 | Een Disney musical. Hoofdpersonen Peter Pan en Anne-marie nemen het publiek mee op avontuur, waarbij de meeste sprookjes van Disney naar voren komen.                                                                                             | dek 4 midden  |
| Golden Mickey's               | Musical die is opgezet als een prijsuitreikingsshow. Alle ooit in de prijzen gevallen Disneyfilms komen aan bod | dek 4 midden  |
| Oceanees-club                 | Dit is de speelruimte voor de leeftijd 3-4 en 5-7. Deze grote ruimte is nagebouwd als het schip van kapitein Haak. Er zijn een piratentraining met Kapitein Haak, een musketiertraining met Mickey Mouse en er wordt door prinsessen voorgelezen. | dek 5 midden  |
| Oceaneers-Lab                 | Dit is de ruimte voor oudere kinderen, met onder andere spelcomputers. Ook worden de hele dag activiteiten georganiseerd. | dek 5 midden  |
| A-loft teen-club              | Dit is de ruimte waar tieners elkaar ontmoeten voor activiteiten. Bij het ontwerpen van de ruimte hebben de ontwerpers zich laten inspireren door het interieur van Central Perk in de sitcom Friends.                                            | dek 10 midden |
| Toy-story                     | musical | dek 4 midden  |
| Buena Vista movie theater     | Dit is de bioscoop aan boord. De hele dag door worden hier Disneyfilms vertoond. | dek 5 achter  |
| Pirates in the caribean Party | | dek 9 midden  |

## Volwassenen
Een gedeelte van het schip is gereserveerd voor volwassenen. Naast de nodige bars kunnen gasten ook terecht in:
| Naam            | Beschrijving                                                           | Plaats     |
| --------------- | ---------------------------------------------------------------------- | ---------- |
| Quite Cove      | koffiebar                                                              | dek 9 voor |
| Vista Spa       | fitness, spa met stoombaden, massage                                   | dek 9 voor |
| Quite Cove pool | zwembad voor volwassenen met late openingstijden, bar en 2 bubbelbaden | dek 9 voor |

## De Toekomst
Vanaf 30 mei tot 22 augustus 2010 zal de Disney Wonder vijfdaagse cruises gaan varen. Door het verlengen van een cruise zal het schip een extra dag in Castaway Cay verblijven en Key West bezoeken.
Wanneer in 2011 de Disney Dream gaat varen vanaf Port Canaveral, wordt Los Angeles de thuishaven van de Disney Wonder. Het contract is nu voor twee jaar maar wordt mogelijk met drie jaar verlengd.

## Trivia
- De Disney Wonder en de Disney Magic hebben in tegenstelling tot de meeste cruiseschepen geen casino aan boord.
- De officiële peettante van de Disney Wonder is Tinkelbel.
- Kapitein Haak, Mickey Mouse, Jack Sparrow en de dienstdoende kapitein worden alle vier als kapitein van het schip gezien.
- De signaalhoorn van het schip kan naast het gebruikelijke toetergeluid ook When you wish upon a star laten horen.
- Voor het uiterlijk van de Disney Wonder zijn de kleuren van Mickey Mouse gebruikt, dat zijn rood, geel, zwart.
- De Disney Wonder en de Disney Magic zijn de enige cruiseschepen, die een vergunning hebben voor het afsteken van vuurwerk aan boord.
- Zangeres Jennifer Hudson heeft, voordat zij bekend werd met American Idol, zes maanden in het mainstage team van de Disney Wonder gezongen.